# Horizocerus
Horizocerus é um gênero de aves da família Bucerotidae.
O género compreende duas espécies:
- Calau-anão-preto, Horizocerus hartlaubi
- Calau-de-touca-branca, ou calau-de-poupa-branca Horizocerus albocristatus